# Филлис, Жаннетта
Жаннетта Филлис (урождённая Андриё, фр. Jeannette Phillis-Andrieux; 1780—1838) — французская оперная певица, сопрано итальянской оперы в Санкт-Петербурге в 1803—1812 гг.

## Биография
Жаннетта Андриё родилась в 1780 году в городе Бордо. Начальное музыкальное образование получила от отца, виртуозного гитариста. В 1796 году она поступила в Парижскую консерваторию, где в 1801 году была удостоена на конкурсе второй премии. 
В 1802 году Ж. Филлис была принята в число певиц комической оперы, но привлеченная блестящими условиями ангажемента, в 1803 году приехала в город Санкт-Петербург и в продолжение почти десятилетия принадлежала к числу выдающихся певиц итальянской оперы. 
В конце 1812 года Филлис вернулась во французскую столицу (возможно из-за войны, которая спровоцировала в России «неприятие ко всему французскому»), но так как её появление на сцене комической оперы не произвело большого впечатления на публику и критиков, то она уже в 1813 году окончательно оставила сцену.
Жаннетта Филлис умерла в 1838 году в городе Париже.